# Edgar Fonseca

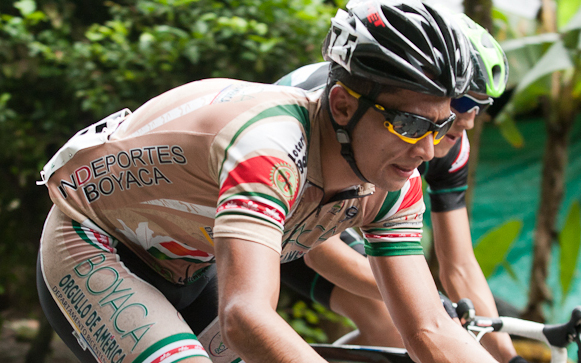
Edgar Fonseca bei der Vuelta a Antioquia 2011

Carlos Edgar Fonseca (* 6. März 1981 in Duitama) ist ein kolumbianischer Radrennfahrer.
Fonseca gewann 2005 eine Etappe der Clasica del Meta und feierte drei Jahre später seinen ersten Sieg auf der UCI America Tour mit einem Etappenerfolg bei der Vuelta a Colombia. 2009 gelang ihm ein Etappengewinn bei der Vuelta a Chiriquí; 2011 war er auf einem Teilstück der Vuelta a Venezuela erfolgreich.

## Erfolge
2008
- eine Etappe Vuelta a Colombia

2011
- eine Etappe Vuelta a Venezuela